# 楊孜敬
楊孜敬（?—?），东晋弘农郡华阴县（今陕西省华阴市东）人，杨佺期的堂弟。
楊孜敬为人剽锐，行事果决。之前和杨佺期劝殷仲堪杀殷顗，殷仲堪不从，杨孜敬拔刀而起，想要自己出去杀殷顗，殷仲堪苦禁得止。杨佺期被杀时，楊孜敬和杨佺期的弟弟楊思平、从弟杨尚保，逃到蛮地。刘裕起事反对桓玄，楊孜敬归朝，历任州郡。担任梁州刺史时，经常怏怏不满其志。路过襄阳时，见鲁宗之侍卫都是杨佺期的旧人，杨孜敬愤怒表现到脸色上。鲁宗之参军刘千期在座上当面批评他，他于是大怒，抽剑刺死刘千期。鲁宗之上表将楊孜敬斩杀。楊思平、楊尚保后也获罪得诛，杨氏于是灭亡。